# Huoqiu
Huoqiu (en chino, 霍邱; pinyin, Huòqiū, léase Juó-Chiú) es un condado  bajo la administración directa de la Prefectura Lu’an en la Provincia de Anhui, República Popular China.  Su área es de 3239 km² y su población total para 2010 superó los 1,2 millones de habitantes. 

## Administración
Desde julio de 2020, el  Condado Huoqiu se divide en 30 pueblos que se administran en 21 poblados y 9  villas.